# Grzegorz Frąckowiak
Grzegorz Frąckowiak SVD (ur. 8 lipca 1911 w Łowęcicach koło Jarocina, zm. 5 maja 1943 w Dreźnie) – polski brat zakonny werbista, błogosławiony Kościoła katolickiego.

## Życiorys
Był synem Andrzeja i Zofii z domu Płończak. Na chrzcie nadano mu imię Bolesław. Wychowywał się w wielodzietnej rodzinie, był ósmym z dwanaściorga rodzeństwa. W 1927 roku wstąpił do niższego seminarium prowadzonego przez misjonarzy zakonu Werbistów. Następnie wstąpił do postulatu w Górnej Grupie pod Grudziądzem i tam przyjął imię zakonne Grzegorz (8 września 1930). Dzięki swej gorliwości w nowicjacie pierwsze śluby złożył w 1932, a śluby wieczyste 8 września 1938. Przez zwierzchników określany był jako wzorowy zakonnik. W trakcie nauki zdobył zawód introligatora.
Po wybuchu II wojny światowej, podczas niemieckiej okupacji uczył dzieci katechizmu i przygotowywał je do Pierwszej Komunii Świętej, a gdy zabrakło wywiezionego do niemieckiego obozu koncentracyjnego o. Giczela, udzielał sakramentu Eucharystii i chrzcił dzieci. Kolportował tajną gazetkę „Dla Ciebie, Polsko”, ale kiedy Gestapo natrafiło na ślad tej działalności i zaczęły się aresztowania już od roku nie prowadził takiej działalności. Jednak dla ratowania innych, po spowiedzi i Komunii św. wziął winę na siebie. Torturowany przez Niemców w Jarocinie, Środzie i Forcie VII w Poznaniu, na koniec został przewieziony do więzienia w Zwickau. Karę śmierci przez ścięcie wykonano w Dreźnie.
Beatyfikowany przez Jana Pawła II w Warszawie 13 czerwca 1999 w grupie 108 polskich męczenników.
W Kościele katolickim wspominany jest w dies natalis (5 maja).